# 马尼诺农村居民点
马尼诺农村居民点（俄语：Манинское сельское поселение）是俄罗斯联邦沃罗涅日州卡拉切耶夫斯基区所属的一个农村居民点。其下辖有3个居民点，行政中心为马尼诺。据2016年统计，该农村居民点的人口为2143人。